# 喻可欣
喻可欣（1965年9月21日—），出生於台灣，台灣女演員。1999年1月，喻可欣出版全裸寫真集《非常貓咪》，由陳文彬攝影。

## 感情生活
前男友為香港艺人劉德華，於1983年相戀，1986年分手。

## 出版作品

### 寫真集
| 年份              | 書名                               | 出版社   | ISBN            |
| 1999年1月15日初版 | 《非常貓咪》（寫真集）：陳文彬攝影 | 東佑文化 | ISBN 9579669074 |

### 著作
| 年份           | 書名                               | 出版社         | ISBN            |
| 2004年12月初版 | 《情海星空：我與劉德華》（回憶錄） | 新豐多媒體     | ISBN 9868087503 |
| 2005年1月初版  | 《情海星空：我與劉德華》（回憶錄） | 江苏文艺出版社 | ISBN 7539921919 |

## 演出作品

### 電視劇
| 年份   | 播出頻道 | 劇名                                     | 角色   |
| 1984年 | 台視     | 倚天屠龍記                               | 周芷若 |
| 1985   | 華視     | 《愛情慢跑》－ 一炮四響                  | 陳安琪 |
|        | 華視     | 《台灣靈異事件》-推動搖籃的手            | 心怡   |
|        | 華視     | 《台灣靈異事件》-菩薩唱歌了              | 唐麗君 |
| 1988年 | 香港電台 | 人間有情：再會姻緣（页面存档备份，存于） | 小梅   |
| 1991年 | 台視     | 黑潮                                     | 劉子鈴 |

### 電影
| 年份   | 片名               | 角色 |
| 1982年 | 《燃燒吧，火鳥》   |      |
| 1984年 | 《好彩撞到你》     |      |
| 1984年 | 《穿梭陰陽界》     |      |
| 1988年 | 《三對鴛鴦一張床》 |      |
| 1988年 | 《群鶯亂舞》       |      |
| 2001年 | 《神探俏嬌娃》     |      |
| 2001年 | 《毀屍滅跡》       |      |
| 2001年 | 《哭泣的天空》     |      |
| 2004年 | 《黑槍走火》       |      |

## 外部連結
- 喻可欣在互联网电影资料库（IMDb）上的資料（英文）
- 喻可欣在香港影庫上的簡介
- 喻可欣在豆瓣上的资料（简体中文）
- 喻可欣在时光网上的簡介（简体中文）